# Saison 1950-1951 de la LAH
Saison précédente Saison suivante
La saison 1950-1951 de la Ligue américaine de hockey est la 15e saison de la ligue. Dix équipes réparties en deux divisions se disputent le titre et les Barons de Cleveland remportent leur cinquième coupe Calder.

## Changement de franchise
- Les Ramblers de New Haven changent de nom et reprennent leur nom précédent, Eagles de New Haven, changé en 1946, mais ils interrompent leur saison après 28 matchs disputés.

## Saison régulière
En raison de l'arrêt des Eagles de New Haven en cours de saison, les autres équipes ne jouent pas toutes le même nombre de matchs.

### Classement
| Clt   | Équipe                 | PJ | V  | D  | N | BP  | BC  | Pts |
| ----- | ---------------------- | -- | -- | -- | - | --- | --- | --- |
| +001, | Bisons de Buffalo      | 70 | 40 | 26 | 4 | 309 | 284 | 84  |
| +002, | Bears de Hershey       | 70 | 38 | 28 | 4 | 256 | 242 | 80  |
| +003, | Indians de Springfield | 70 | 27 | 37 | 6 | 268 | 254 | 60  |
| +004, | Reds de Providence     | 70 | 24 | 41 | 5 | 247 | 303 | 53  |
| +005, | Eagles de New Haven    | 28 | 5  | 23 | 0 | 74  | 154 | 10  |

| Clt   | Équipe                  | PJ | V  | D  | N | BP  | BC  | Pts |
| ----- | ----------------------- | -- | -- | -- | - | --- | --- | --- |
| +001, | Barons de Cleveland     | 71 | 44 | 22 | 5 | 281 | 221 | 93  |
| +002, | Capitals d'Indianapolis | 70 | 38 | 29 | 3 | 287 | 255 | 79  |
| +003, | Hornets de Pittsburgh   | 71 | 31 | 33 | 7 | 212 | 177 | 69  |
| +004, | Flyers de Saint-Louis   | 70 | 32 | 34 | 4 | 233 | 252 | 68  |
| +005, | Mohawks de Cincinnati   | 70 | 28 | 34 | 8 | 203 | 228 | 64  |

- En gras : qualifié pour les séries
- En italique : activités interrompues en cours de saison

### Meilleurs pointeurs
| Joueur             | Équipe                  | PJ | B  | A  | Pts | Pun |
| ------------------ | ----------------------- | -- | -- | -- | --- | --- |
| Ab DeMarco         | Bisons de Buffalo       | 64 | 37 | 76 | 113 | 35  |
| Grant Warwick      | Bisons de Buffalo       | 65 | 34 | 65 | 99  | 43  |
| Jack McGill        | Reds de Providence      | 69 | 29 | 69 | 98  | 58  |
| Fred Thurier       | Barons de Cleveland     | 64 | 32 | 63 | 95  | 19  |
| George Sullivan    | Bears de Hershey        | 70 | 28 | 56 | 84  | 36  |
| Max McNab          | Capitals d'Indianapolis | 70 | 36 | 48 | 84  | 8   |
| Fredrick Glover    | Capitals d'Indianapolis | 69 | 48 | 36 | 84  | 106 |
| Wally Hergesheimer | Barons de Cleveland     | 71 | 42 | 41 | 83  | 8   |

## Séries éliminatoires
- La série entre les deux premières équipes de chaque division se joue au meilleur des sept matchs. Le vainqueur est qualifié directement pour la finale qui se joue également au meilleur des sept matchs.
- Pour la première fois, toutes les autres séries se jouent au meilleur des cinq matchs (contre 3 les années précédentes)[2].

### Tableau
|  | Tour préliminaire | Tour préliminaire | Tour préliminaire | Tour préliminaire |           |         | Demi-finales | Demi-finales | Demi-finales | Demi-finales |  |  | Finale | Finale | Finale | Finale |
|  |                   |                   |                   |                   |           |         |              |              |              |              |  |  |        |        |        |        |
|  |                   |                   |                   |                   |           |         |              |              |              |              |  |  |        |        |        |        |
|  |                   |                   |                   |                   |           |         |              |              |              |              |  |  |        |        |        |        |
|  | Buffalo           | Buffalo           | 0                 | 0                 |           |         |              |              |              |              |  |  |        |        |        |        |
|  | Buffalo           | Buffalo           | 0                 | 0                 |           |         |              |              |              |              |  |  |        |        |        |        |
|  | Cleveland         | Cleveland         | 4                 | 4                 |           |         |              |              |              |              |  |  |        |        |        |        |
|  | Cleveland         | Cleveland         | 4                 | 4                 | Cleveland |         |              |              |              |              |  |  |        |        |        |        |
|  |                   |                   |                   |                   |           |         |              |              |              |              |  |  |        |        |        |        |
|  |                   |                   | Laissez-passer    |                   |           |         |              |              |              |              |  |  |        |        |        |        |
|  |                   |                   |                   |                   |           |         |              |              |              |              |  |  |        |        |        |        |
|  |                   |                   |                   |                   |           |         |              |              |              |              |  |  |        |        |        |        |
|  |                   |                   |                   |                   |           |         |              |              |              |              |  |  |        |        |        |        |
|  | Cleveland         | Cleveland         | 4                 | 4                 |           |         |              |              |              |              |  |  |        |        |        |        |
|  | Cleveland         | Cleveland         | 4                 | 4                 |           |         |              |              |              |              |  |  |        |        |        |        |
|  |                   |                   | Pittsburgh        | Pittsburgh        | 3         | 3       |              |              |              |              |  |  |        |        |        |        |
|  | Hershey           | Hershey           | Pittsburgh        | Pittsburgh        | 3         | 3       | 3            | 3            |              |              |  |  |        |        |        |        |
|  | Hershey           | Hershey           |                   |                   |           |         |              |              |              |              |  |  |        |        |        |        |
|  | Indianapolis      | Indianapolis      | 0                 | 0                 |           |         |              |              |              |              |  |  |        |        |        |        |
|  | Indianapolis      | Indianapolis      | 0                 | 0                 | Hershey   | Hershey | 0            | 0            |              |              |  |  |        |        |        |        |
|  |                   |                   |                   |                   | Hershey   | Hershey | 0            | 0            |              |              |  |  |        |        |        |        |
|  |                   |                   | Pittsburgh        | Pittsburgh        | 3         | 3       |              |              |              |              |  |  |        |        |        |        |
|  | Springfield       | Springfield       | Pittsburgh        | Pittsburgh        | 3         | 3       | 0            | 0            |              |              |  |  |        |        |        |        |
|  | Springfield       | Springfield       |                   |                   |           |         |              | 0            |              |              |  |  |        |        |        |        |
|  | Pittsburgh        | Pittsburgh        | 3                 | 3                 |           |         |              |              |              |              |  |  |        |        |        |        |
|  | Pittsburgh        | Pittsburgh        | 3                 | 3                 |           |         |              |              |              |              |  |  |        |        |        |        |
|  |                   |                   |                   |                   |           |         |              |              |              |              |  |  |        |        |        |        |

## Trophées

### Trophées collectifs
| Coupe Calder : Vainqueurs des séries                         | Barons de Cleveland |
| Trophée F.-G.-« Teddy »-Oke : Champions de la division Ouest | Barons de Cleveland |

### Trophées individuels
| Trophée Les-Cunningham : Meilleur joueur de la saison                                 | Ab DeMarco (Bisons de Buffalo)           |
| Trophée Carl-Liscombe : Meilleur pointeur                                             | Ab DeMarco (Bisons de Buffalo)           |
| Trophée Dudley-« Red »-Garrett : Meilleure recrue                                     | Wally Hergesheimer (Barons de Cleveland) |
| Trophée Harry-« Hap »-Holmes : Gardien ayant la plus petite moyenne de buts encaissés | Gil Mayer (Hornets de Pittsburgh)        |